# Jan Golliusz
Jan Golliusz (ur. 1634, zm. 1694) – polski pamiętnikarz z XVII wieku. 
Pochodził z Bełza. W 1648 roku studiował na Akademii Zamojskiej. W latach 1650–1652 przebywał w Lipsku. W 1652 powrócił do Zamościa, gdzie pracowała jako nauczyciel dzieci kalwińskich. Był autorem pamiętnika z lat 1650-1653, w którym opisał m.in. panującą wówczas w mieście epidemię. Pisał także wiersze (panegiryki). W 1653 roku przeprowadził się do Lwowa. Później zamieszkał na Żmudzi. Od 1677 roku nosił tytuł Sekretarza Jego Królewskiej Mości. Zmarł w 1694 roku w Wilnie. 
Jego Pamiętnik znajduje się w zbiorach British Museum w Londynie. W 1891 roku został opublikowany przez Józefa Kalennbacha.   
W niektórych opracowaniach występuje jako Jan Goliusz.